# ساره تشاتو
سارة تشاتو (بالإنجليزية: Sarah Chatto)‏ هي ابنة الاميرة مارجريت وأنطوني ارمسترونغ (إيرل سنودن) وهي ابنة أخت الملكة إليزابيث الثانية والحفيدة الصغرى للملك جورج السادس والملكة إليزابيث (الملكة الأم).

## روابط خارجية
- ساره تشاتو على موقع IMDb (الإنجليزية)